# 贵州现代物流产业集团
贵州省物资集团是一家总部位于中华人民共和国贵州省贵阳市的国有独资企业。公司前身为贵州省物资局，物资局整体转制在1997年4月18日成立了贵州省物资集团。根据2017年初的数据，集团注册资本为51,263.78万元人民币，总资产83.87亿元，净资产21.95亿元；2016年营业额为109.97亿元，利润1.32亿元，公司13年持续盈利。公司在2016年贵州省百强企业榜单中排名第20位。公司主营物资贸易、资本运作、现代物流、房地产开发。
公司主要业务分为四大板块：物资贸易、资本运作、现代物流、房地产开发。物资贸易板块，公司销售金属、建材、化工轻工产品、煤炭、燃料油等。资本运作板块，除了运营华创证券，公司还在推动牛郎关物流园区上市。现代物流板块的重点项目是牛郎关现代物流园区。公司通过控股的两家房地产公司，已开发了多个房产项目。此外，公司还与其他单位合作建设贵阳再生资源综合利用产业园，培养循环经济项目。
贵州省物资集团拥有11家全资子公司：贵州省生产资料服务公司、贵州省物资储运总公司、贵州省化工轻工总公司、贵州省金属回收公司、贵州省机电设备总公司、贵州省建筑材料公司、贵州省金属材料总公司、贵州省物资协作公司、贵州省外商投资企业物资供应公司、贵州省物资配套承包公司、贵州省物资开发投资公司。此外，集团公司控股两家房地产公司：贵州天恒房地产开发有限责任公司和贵州远丰房地产开发有限公司。贵州省物资集团还是华创证券的第一大股东。